# 혐오

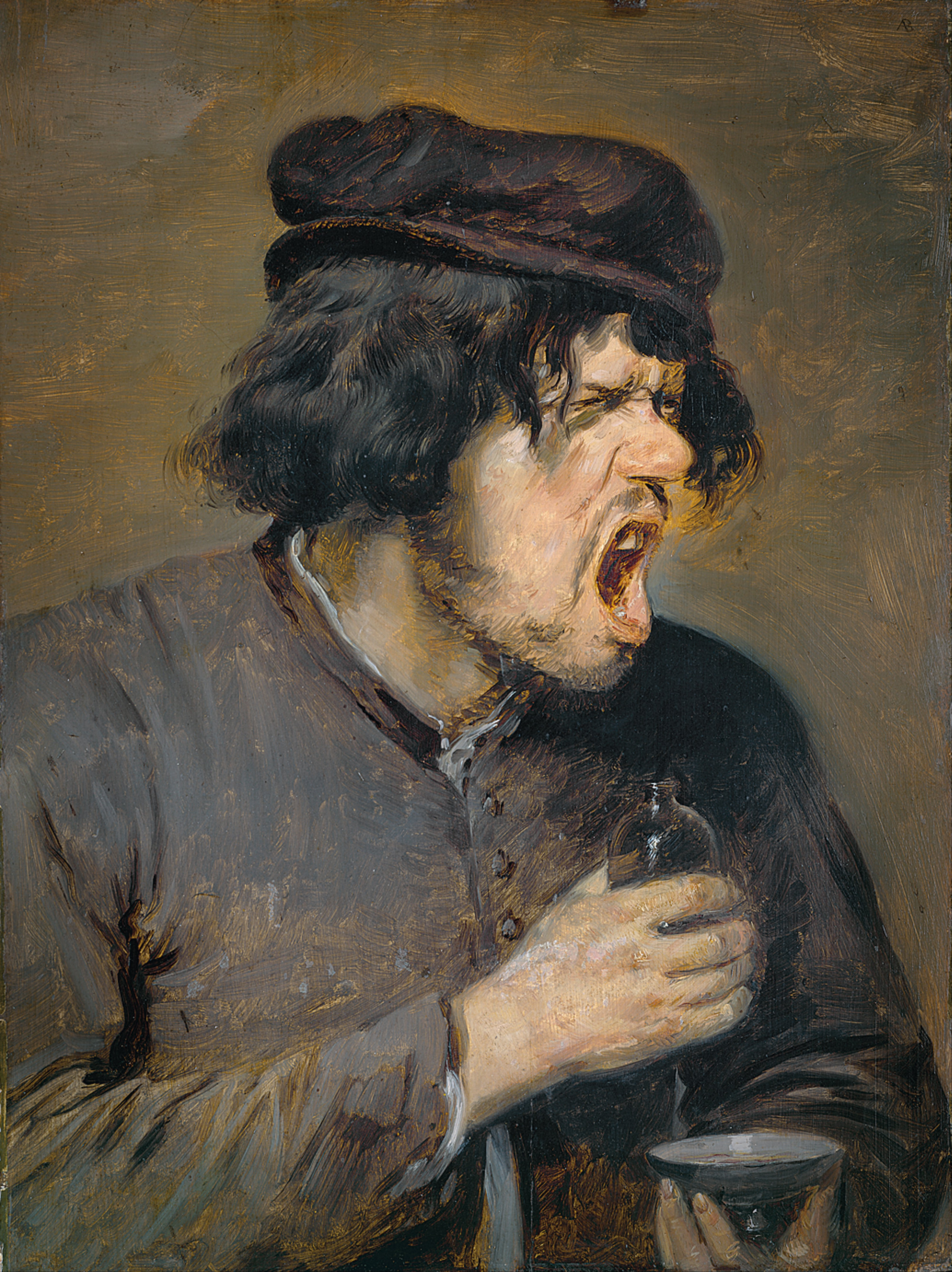
혐오하는 사람 그림

혐오(嫌惡, 영어: Disgust)는 잠재적으로 전염성이 있거나 불쾌하거나, 역겹거나, 불유쾌하다고 여겨지는 것에 대한 거부 또는 혐오의 정서적 반응이다. 찰스 다윈은 그의 저서 인간과 동물의 감정 표현에서 혐오란 역겨운 것에 대한 감각이라고 썼다. 혐오는 주로 맛 감각(인지되거나 상상된)과 관련하여 경험되며, 부차적으로는 냄새, 촉각 또는 시각 감각으로 유사한 느낌을 유발하는 모든 것과 관련된다. 음악에 민감한 사람들은 불협화음의 불협화음에 의해서도 혐오감을 느낄 수 있다. 연구에 따르면 혐오와 거미 공포증, 혈액-주사-상해형 공포증, 오염 공포 관련 강박장애(OCD라고도 함)와 같은 불안장애 사이에 지속적으로 관계가 있음이 입증되었다.
혐오는 로버트 플루치크의 감정 이론의 기본 감정 중 하나이며, 폴 로진이 광범위하게 연구했다. 이는 폴 에크만의 6가지 보편적인 감정 얼굴 표정 중 하나인 특징적인 얼굴 표정을 유발한다. 공포, 노여움, 슬픔과 같은 감정과는 달리, 혐오는 심박수 감소(신체 침범 시)와 위장의 초기 구역질과 관련이 있다(체액의 경우).

## 진화적 중요성
혐오 감정은 유기체에 해를 끼칠 수 있는 불쾌한 음식에 대한 반응으로 진화한 것으로 여겨진다. 이에 대한 일반적인 예는 곰팡이 핀 젖이나 오염된 고기에 혐오 반응을 보이는 인간에게서 찾을 수 있다. 혐오는 질병을 나타내는 속성을 가진 대상이나 사람에 의해 유발되는 것으로 보인다.
자기 보고 및 행동 연구에 따르면 혐오 유발 요인은 다음과 같다.
- 신체 분비물 (똥, 오줌, 구토물, 성액, 침, 점액);
- 음식 (상한 음식);
- 동물 (벼룩, 진드기, 이, 뱀, 바퀴벌레, 벌레, 파리, 거미, 개구리목);
- 위생 (보이는 먼지 및 "부적절한" 행위 [예: 소독되지 않은 수술 도구 사용]);
- 신체 침범 (혈액, 피 묻은 상처, 훼손);
- 죽음 (죽은 시체 및 유기적 분해);
- 감염의 가시적인 징후[10]

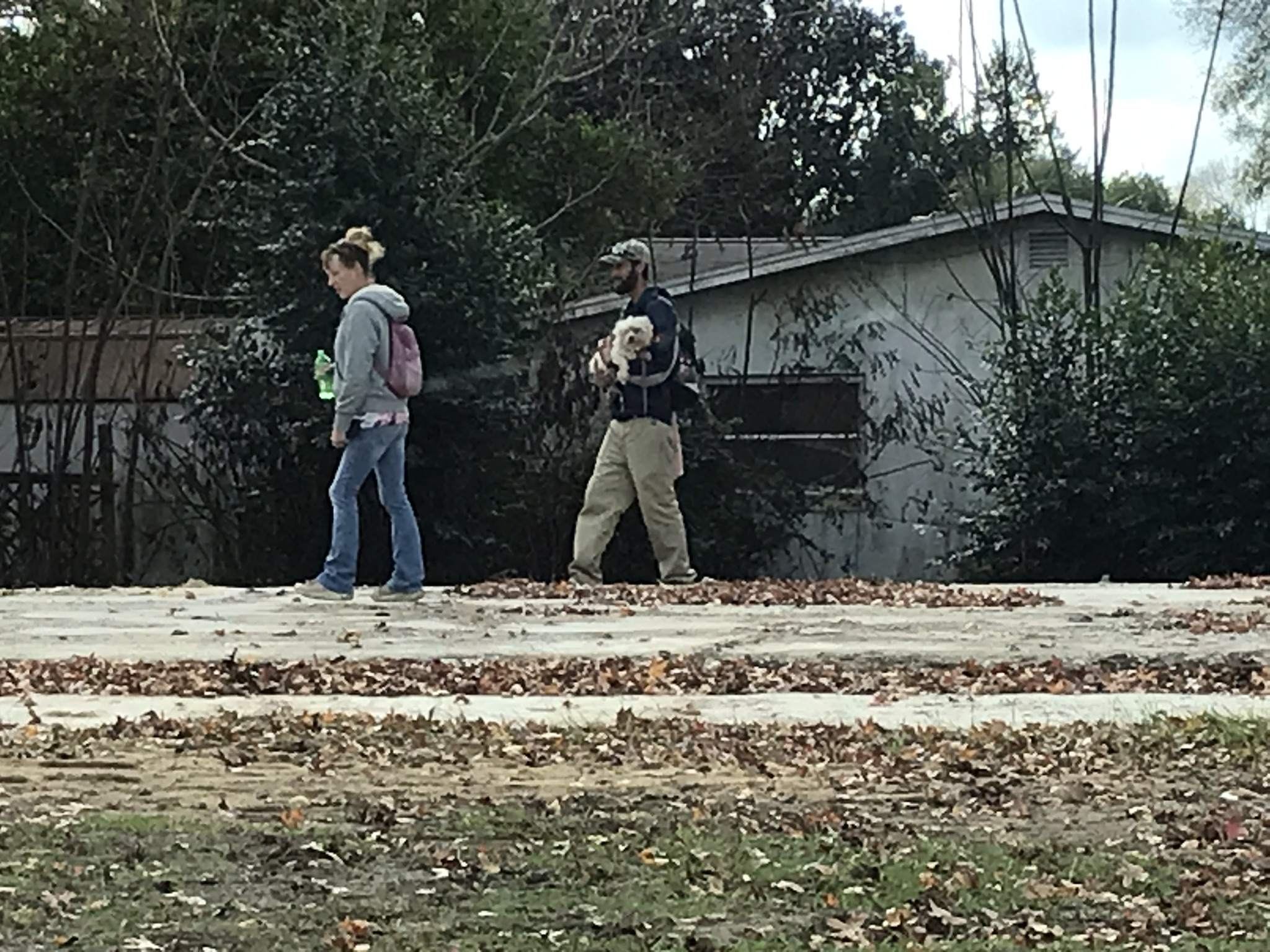
"저기 코너를 돌아서 집으로 오기 시작했을 때, 거기서 냄새를 맡을 수 있었어요."라고 시트러스 카운티 보안관 마이크 펜더개스트는 쥐로 가득 찬 집에 대해 말했다. 주인은 감옥에서 풀려난 후 자신의 집을 찾았지만, 집은 이미 철거되었다.

위에 언급된 주요 혐오 자극은 모두 잠재적으로 감염을 전파할 수 있다는 점에서 서로 유사하며, 문화권을 초월하여 가장 흔하게 언급되는 혐오 유발 요인이다. 이 때문에 혐오는 행동 면역 체계의 구성 요소로 진화했다고 여겨진다. 이 시스템은 신체가 일단 침투한 병원체와 싸우기보다는 질병을 옮기는 병원체를 피하려고 한다. 이러한 행동 면역 체계는 "아픈 사람을 건강하다고 인식하는 것보다 건강한 사람을 아프다고 인식하는 것이 더 비용이 많이 들기" 때문에 광범위한 일반화를 하는 것으로 밝혀졌다. 연구자들은 혐오 민감도가 공격성과 음의 상관관계를 보인다는 것을 발견했다. 이는 혐오감은 일반적으로 회피를 유발하는 반면, 공격성은 접근을 유발하기 때문이다. 이는 각 혐오 유형으로 설명될 수 있다. 도덕적 혐오에 특히 민감한 사람들은 다른 사람을 해치는 것을 피하고 싶어하기 때문에 공격적이지 않으려 한다. 병원체 혐오에 특히 민감한 사람들은 공격 피해자의 개방된 상처 가능성을 피하려는 욕구에 의해 동기 부여될 수 있다. 성적 혐오에 민감한 사람들은 공격을 특히 피하기 위해 어떤 성적 대상이 존재해야 한다. 이러한 연구 결과를 바탕으로 혐오는 개인의 공격성을 감소시키는 감정적 도구로 사용될 수 있다. 혐오는 혈압 감소, 심박수 저하, 피부 전도 감소와 호흡 행동 변화와 같은 특정 자율신경계 반응을 유발할 수 있다.
또한 연구에 따르면 혐오에 더 민감한 사람들은 자신의 내집단을 더 매력적으로 여기고 다른 집단에 대해 더 부정적인 태도를 보이는 경향이 있다. 이는 사람들이 외부인과 외국인을 질병 및 위험과 연관시키고, 동시에 건강, 질병으로부터의 자유, 안전을 자신과 비슷한 사람들과 연관시키는 것으로 설명될 수 있다.
위생에 대해 더 깊이 살펴보면, 혐오는 비만인에 대한 부정적인 태도의 가장 강력한 예측 변수였다. 비만인에 대한 혐오 반응은 도덕적 가치에 대한 견해와도 연결되었다.

### 혐오의 영역
타이벌(Tybur) 등은 혐오를 세 가지 영역으로 나눈다: "감염성 미생물을 피하도록 동기를 부여하는" 병원체 혐오; "[위험한] 성적 파트너 및 행동을 피하도록 동기를 부여하는" 성적 혐오; 그리고 사람들이 사회 규범을 위반하는 것을 피하도록 동기를 부여하는 도덕적 혐오이다. 혐오는 특정 형태의 도덕에서 중요한 역할을 할 수 있다.
병원체 혐오는 생존 욕구와 궁극적으로는 죽음의 공포에서 비롯된다. 그는 이를 죽은 시체, 썩은 음식, 구토물과 같은 잠재적으로 치명적인 요인에 대한 '1차 방어선'인 "행동 면역 체계"에 비유한다.
성적 혐오는 "생물학적으로 비용이 많이 드는 짝"을 피하려는 욕구와 특정 생식 선택의 결과를 고려하는 데서 비롯된다. 두 가지 주요 고려 사항은 본질적 품질(예: 신체 대칭, 얼굴 매력 등)과 유전적 적합성(예: 근친상간 금기와 같은 근친교배 회피)이다.
도덕적 혐오는 "사회적 위반에 관한 것"이며 거짓말, 절도, 살인, 강간과 같은 행동을 포함할 수 있다. 다른 두 영역과 달리 도덕적 혐오는 그러한 관계가 집단 결속을 위협하기 때문에 "규범을 위반하는 개인과의 사회적 관계를 피하도록 동기를 부여한다".

### 성별 차이
여성은 일반적으로 남성보다 더 큰 혐오감을 나타내는데, 특히 성적 혐오나 일반적인 혐오감에 대해서는 더욱 그러하다. 이는 진화적 이유로 여성이 성에 대해 더 선택적이라는 주장과 일치한다.
혐오에 대한 민감성은 임신 중에 호르몬 황체 호르몬 수치와 함께 증가한다. 과학자들은 임신 시에는 발달 중인 배아를 공격하지 않기 위해 어머니가 면역 체계를 "낮춰야" 한다고 추측했다. 어머니를 보호하기 위해 이러한 저하된 면역 체계는 혐오감의 고조된 감각으로 보상된다.
혐오는 불쾌하거나 더러운 상황에 대한 신체적 반응을 동반하는 감정이므로, 연구에 따르면 혐오 감정을 경험할 때 심혈관 및 호흡기 변화가 발생한다.
앞서 언급했듯이 여성은 남성보다 혐오감을 더 뚜렷하게 경험한다. 이는 치과 공포증에 대한 연구에서 나타난다. 치과 공포증은 치과 의사와 관련된 모든 것을 생각할 때 혐오감을 경험하는 데서 비롯된다. 여성의 4.6%가 남성의 2.7%에 비해 치과 의사를 역겹게 여긴다.

## 비언어적 의사소통
1970년대 폴 에크만의 일련의 중요한 연구에서 감정의 얼굴 표정은 문화적으로 결정되는 것이 아니라 인간 문화 전반에 걸쳐 보편적이며 따라서 생물학적 기원을 가질 가능성이 높다는 것이 발견되었다. 혐오의 얼굴 표정은 이러한 얼굴 표정 중 하나로 밝혀졌다. 이 특징적인 얼굴 표정에는 눈썹을 약간 찌푸리고 손을 앞뒤로 흔드는 동작이 포함되지만, 다른 유발 요인에 따라 이 표정의 다른 형태가 나타날 수 있다. 혐오의 얼굴 표정은 문화권을 초월하여 쉽게 인식할 수 있다는 것이 밝혀졌다. 이 얼굴 표정은 맹인에게서도 나타나며 청각 장애인도 정확하게 해석한다. 이러한 증거는 혐오의 표현과 인식에 대한 타고난 생물학적 기초를 나타낸다. 혐오의 인식은 또한 종들 간에도 중요하다. 한 개체가 특정 음식을 맛본 후 동종 개체가 혐오스러워하는 것을 보면, 자동으로 그 음식이 나쁘고 먹어서는 안 된다고 추론한다는 것이 밝혀졌기 때문이다. 이러한 증거는 혐오가 거의 보편적으로 경험되고 인식되며, 그 진화적 중요성을 강력히 시사한다.
얼굴 피드백 역시 혐오의 표현에 연루되어 왔다. 즉, 혐오의 얼굴 표정을 짓는 것이 혐오감을 증가시킨다. 이는 그 사람이 혐오 표정을 짓고 있다는 것을 인식하지 못한 채 코를 찡그리는 것만으로도 발생할 수 있다.
원숭이와 인간에게서 발견되는 거울 뉴런 매칭 시스템은 이러한 인식에 대한 제안된 설명이며, 다른 사람의 행동을 관찰하는 동안 우리 자신의 행동에 대한 내부 표상이 활성화된다는 것을 보여준다. 유사한 메커니즘이 감정에도 적용될 수 있음이 입증되었다. 다른 사람의 얼굴 감정 표현을 보는 것은 우리 자신의 동일한 감정 경험과 관련된 신경 활동을 유발한다. 이는 혐오 감정의 보편성과 생존 가치를 시사한다.

### 혐오감을 나타내는 얼굴에 대한 아동의 반응
아주 어린 나이에도 아이들은 다양한 기본적인 얼굴 감정을 식별할 수 있다. 부모가 두 개의 다른 장난감에 대해 부정적인 표정과 긍정적인 감정적인 표정을 지으면, 생후 5개월 된 아기도 부정적인 표정과 관련된 장난감을 피한다. 어린 아이들은 혐오감을 나타내는 얼굴을 화와 연관시키는 경향이 있으며, 차이를 식별하지 못한다. 성인들은 그 차이를 구별할 수 있다. 이해하는 나이는 약 10세인 것으로 보인다.

## 문화적 차이
혐오는 부분적으로 사회적 조건화의 결과이므로, 다른 문화권에서는 혐오의 대상에 차이가 있다. 예를 들어, 미국인은 "혐오감을 개인의 권리를 제한하거나 품위를 손상시키는 행동과 연결할 가능성이 더 높다" 반면, 일본인은 "혐오감을 사회 세계에 통합하는 것을 방해하는 행동과 연결할 가능성이 더 높다". 또한 일부 문화권에서 허용되는 관행이 다른 문화권에서는 혐오스럽게 여겨질 수 있다. 영어에서는 혐오 개념이 물리적인 것과 추상적인 것 모두에 적용될 수 있지만, 힌디어와 말라얄람어에서는 이 개념이 둘 다에 적용되지 않는다.
혐오는 여러 문화권에서 인식 가능한 기본 감정 중 하나이며, 일반적으로 맛이나 시각과 관련된 역겨운 것에 대한 반응이다. 다른 문화권에서는 다른 것들을 역겹게 여기지만, 그로테스크한 것에 대한 반응은 각 문화권에서 동일하게 유지된다. 사람들과 혐오 영역에서의 감정적 반응은 동일하게 유지된다.

## 신경학적 근거
특정 감정을 기저의 신경 기질에 매핑하려는 과학적 시도는 20세기 전반으로 거슬러 올라간다.
기능 MRI 실험은 뇌의 전방 섬엽이 혐오를 경험할 때, 불쾌한 맛에 노출될 때, 그리고 혐오의 얼굴 표정을 볼 때 특히 활성화된다는 것을 밝혀냈다. 연구는 뇌에 각각 특정 기본 감정을 다루는 독립적인 신경계가 있음을 지지했다. 특히, f-MRI 연구는 혐오 인식 시 섬엽의 활성화뿐만 아니라 구역질과 같은 혐오 반응의 내장 변화에 대한 증거를 제공했다. 혐오 인식의 중요성과 "혐오감을 느끼는" 내장 반응은 유기체의 생존과 오염 회피의 진화적 이점을 고려할 때 분명하다.

### 뇌섬엽

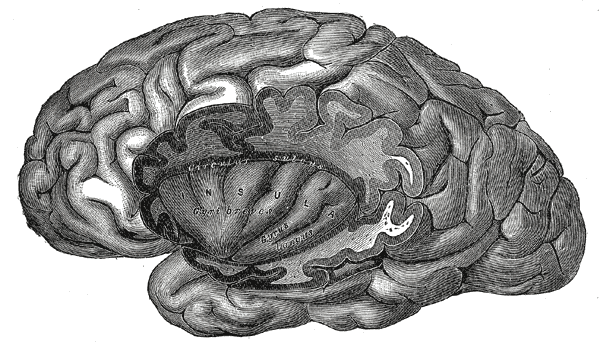
좌측 뇌섬엽, 피막 제거 후 노출. 헨리 그레이, 워런 하몬 루이스 (1918)의 인체 해부학. 그림 731

뇌섬엽(또는 섬 피질)은 혐오 감정과 관련된 주요 신경 구조이다. 여러 연구에서 뇌섬엽은 인간과 마카크 원숭이 모두에서 혐오감을 느끼는 주요 신경 상관 관계로 나타났다. 뇌섬엽은 불쾌한 맛, 냄새, 그리고 동종 개체에서 혐오감을 시각적으로 인식하는 것에 의해 활성화된다.
전방 뇌섬엽은 후각 및 미각 중추이며, 내장 감각과 관련 자율신경계 반응을 제어한다. 또한 얼굴을 보는 것에 반응하는 세포가 발견된 배측 상측두엽 전방부로부터 시각 정보를 받는다.
후방 뇌섬엽은 청각, 몸감각, 운동 전 영역과의 연결을 특징으로 하며, 후각 또는 미각 양식과는 관련이 없다.
뇌섬엽이 혐오 감정을 느끼고 인식하는 능력에 필수적이라는 사실은 신경심리학적 연구를 통해 더욱 뒷받침된다. Calder(2000)와 Adolphs(2003)는 모두 전방 뇌섬엽 손상이 혐오 경험과 타인의 혐오 얼굴 표정 인식에 결함을 초래한다는 것을 보여주었다. 환자들은 또한 스스로 혐오감을 덜 느낀다고 보고했다. 또한 신경 수술 중 시행된 전방 뇌섬엽의 전기 자극은 구역질, 구토하고 싶은 느낌, 위장의 불편함을 유발했다. 마지막으로, 삽입된 전극을 통해 전방 뇌섬엽을 전기적으로 자극하자 목과 입에서 "참기 어려운" 감각이 발생했다. 이러한 결과는 뇌섬엽이 불쾌한 감각 입력을 생리적 반응으로 변환하고, 그와 관련된 혐오감을 유발하는 역할을 한다는 것을 보여준다.
연구에 따르면 뇌섬엽은 혐오스러운 자극에 의해 활성화되며, 다른 사람의 혐오스러운 얼굴 표정을 관찰하는 것이 자동으로 혐오감에 대한 신경 표현을 유발하는 것으로 나타났다. 또한 이러한 결과는 혐오감에 대한 뇌섬엽의 역할을 강조한다.
특정 신경심리학 연구는 섬엽, 속섬유, 조가비핵 및 창백핵을 포함하는 좌뇌 경색으로 진단받은 환자 NK에 초점을 맞추었다. NK의 신경 손상에는 섬엽과 조가비핵이 포함되었으며, NK의 혐오 유발 자극에 대한 전반적인 반응이 대조군보다 현저히 낮았다는 것이 밝혀졌다. 환자는 음식, 동물, 신체 생산물, 봉투 위반 및 죽음을 포함한 8가지 범주에서 혐오 반응이 감소했다. 더욱이 NK는 혐오 얼굴 표정을 화로 잘못 분류했다. 이 연구의 결과는 NK가 신경퇴행으로 인한 손상된 섬엽으로 인해 혐오의 사회적 신호를 인식하는 시스템에 손상을 입었음을 시사한다.

## 장애

### 헌팅턴병
헌팅턴병, 즉 유전적으로 전염되는 진행성 신경퇴행성 질환을 앓는 많은 환자들은 타인의 혐오스러운 표정을 인식하지 못하고, 불쾌한 냄새나 맛에도 혐오 반응을 보이지 않는다. 혐오스러운 표정을 인식하지 못하는 능력은 다른 증상이 나타나기 전부터 헌팅턴 유전자를 가진 사람들에게서 나타난다. 헌팅턴병 환자들은 노여움과 공포 인식이 손상되며, 혐오 인식에 특히 심각한 문제를 겪는다.

### 주요 우울 장애
주요 우울 장애 환자들은 혐오스러운 얼굴 표정에 대해 더 큰 뇌 활성화를 보이는 것으로 밝혀졌다. 자신의 행동에 대한 혐오, 즉 자기혐오 또한 역기능적 사고와 우울증 사이의 관계에 기여할 수 있다.

### 강박 장애
혐오 감정은 강박 장애(OCD)의 신경생물학, 특히 오염 강박증을 가진 사람들을 이해하는 데 중요한 역할을 할 수 있다. Shapira 외 연구진(2003)의 연구에서 오염 강박증이 있는 OCD 환자 8명과 건강한 자원봉사자 8명은 f-MRI 스캔 중 국제 정서 그림 시스템(International Affective Picture System)의 그림을 보았다. OCD 환자들은 혐오감을 유발하는 이미지에 대해 특히 오른쪽 뇌섬엽에서 유의미하게 더 큰 신경 반응을 보였다. 또한 Sprengelmeyer(1997)는 혐오와 관련된 뇌 활성화가 뇌섬엽과 불쾌한 맛과 냄새를 처리하는 미각 피질의 일부를 포함한다는 것을 발견했다. OCD 환자와 건강한 자원봉사자는 혐오 그림에 대한 활성화 패턴이 오른쪽 뇌섬엽에서 유의미하게 달랐다. 대조적으로, 두 그룹은 위협을 유발하는 그림에 대한 반응에서 유사했으며, 어떤 부위에서도 유의미한 그룹 차이가 없었다.

## 동물 연구
래트를 사용한 연구와 관련하여, 조건화된 혐오 반응의 징후에 대한 이전 연구는 맛있는 정도를 평가하기 위한 체계적인 테스트를 개발한 Grill과 Norgren(1978)에 의해 실험적으로 검증되었다. 따라서 맛 반응(TR) 테스트는 혐오 반응을 측정하는 표준 도구가 되었다. 이전에 구역질 유발 물질과 짝을 이룬 자극을 구강 내로 주입했을 때, 래트는 조건화된 혐오 반응을 보인다. 래트의 "입 벌리기"는 가장 지배적인 조건화된 혐오 반응이며, 이 반응에 사용되는 근육은 구토할 수 있는 종에서 사용되는 근육과 유사하다. 연구에 따르면 세로토닌 가용성을 감소시키거나 내인성 칸나비노이드 시스템을 활성화하는 치료법은 래트의 조건화된 혐오 반응 표현을 방해할 수 있다. 이 연구자들은 구역질이 조건화된 혐오 반응을 생성할 때, 래트에게 항구토 치료를 시행함으로써 독소 유발 조건화된 혐오 반응을 예방할 수 있음을 보여주었다. 또한, 래트와 땃쥐 사이의 다른 혐오 및 구토 반응을 살펴보면서 저자들은 이러한 반응(특히 구토)이 종간 음식 선택을 지배하는 연관 과정에서 중요한 역할을 한다는 것을 보여주었다.
혐오의 특정 신경 위치를 논의하면서, 연구에 따르면 전뇌 메커니즘이 래트가 특정 구토 유발 물질(염화 리튬과 같은)에 대한 조건화된 혐오를 습득하는 데 필요하다는 것이 밝혀졌다. 다른 연구에서는 마지막 구역과 다리뇌의 부뇌핵 손상은 조건화된 혐오를 방지했지만, 고립로핵은 그렇지 않았다. 또한, 등쪽과 안쪽 솔기핵 손상(전뇌 세로토닌 고갈)은 염화 리튬 유발 조건화된 혐오의 형성을 방지했다.

## 비인간 영장류
비인간 영장류는 생물학적 오염 물질에 대한 혐오 및 혐오 반응의 징후를 나타낸다. 인간에게 일반적으로 혐오 반응을 유발하는 배설물(예: 똥, 정액, 혈액)에 노출되면 영장류의 먹이 선호도에 영향을 미친다. 침팬지는 일반적으로 생물학적 오염 물질의 냄새를 피하지만, 이러한 냄새에서 벗어나려는 경향은 약하다. 이는 후각 자극만으로는 침팬지에게 움직일 만큼 높은 위협 수준을 제공하지 못하기 때문일 수 있다. 침팬지는 부드럽고 습한 기질 위에 놓인 음식에 직면하면 신체적으로 움찔하는데, 이는 자연에서 습기, 부드러움, 온기가 병원균을 성장시키는 데 필요한 특성이기 때문일 수 있다. 이러한 반응은 인간이 동일한 종류의 자극에 보이는 반응과 기능적으로 유사하며, 이러한 행동의 기저 메커니즘이 우리와 유사하다는 것을 나타낸다.
침팬지는 일반적으로 흙이나 똥으로 오염된 음식을 피하지만, 대부분의 개체는 여전히 이러한 종류의 오염된 음식을 섭취한다. 침팬지는 오염 위험이 낮은 음식을 선호하지만, 대부분의 인간처럼 위험을 완전히 피하지는 않는다. 이는 음식의 영양가와 생물학적 오염 물질로 인한 감염 위험 사이의 균형 때문일 수 있으며, 침팬지는 음식의 이점을 오염 위험보다 더 중요하게 여긴다. 침팬지와 대조적으로, 일본 원숭이는 냄새가 동반되지 않을 때 오염 물질의 시각적 단서에 더 민감하다. 보노보는 똥 냄새와 썩은 음식 냄새에 가장 민감하다. 전반적으로 영장류는 먹이 결정을 내릴 때 다양한 감각을 통합하며, 혐오는 잠재적인 기생충과 기타 오염 물질의 위협을 피하는 데 도움이 되는 적응 특성이다.
비인간 영장류에서 가장 자주 보고되는 혐오 유사 행동은 맛없는 음식을 뱉어내는 것이지만, 이 행동조차도 흔하지 않다. 이는 영장류가 잠재적으로 맛없는 음식을 효과적으로 피하고, 피하는 음식은 뱉어낼 수 없기 때문에 이러한 행동의 관찰률이 낮을 수 있다. 고릴라와 침팬지 같은 영장류는 맛없는 음식을 먹은 후 가끔 찡그리거나 혀를 내미는 표정을 짓는다. 개별 영장류의 선호도는 매우 다양하여, 어떤 개체는 매우 쓴 음식을 견디는 반면, 다른 개체는 더 까다롭다. 맛 선호도는 높은 서열의 개체에서 더 자주 관찰되는데, 이는 낮은 서열의 개체가 덜 선호되는 음식을 참아야 할 수도 있기 때문일 가능성이 높다.
인간에게는 두 성별 간의 혐오 반응에 강한 차이가 있지만, 비인간 영장류에서는 이러한 차이가 기록되지 않았다. 인간의 경우, 여성은 일반적으로 남성보다 더 큰 혐오감을 나타낸다. 보노보와 침팬지에서는 암컷이 수컷보다 오염 위험을 더 회피하지 않는다. 일부 증거에 따르면 어린 개체는 성체보다 오염 위험을 덜 회피하는데, 이는 인간의 혐오 반응 발달에 대한 연구와 일치한다.
식분증은 침팬지에서 흔히 관찰되는데, 이는 침팬지가 인간처럼 혐오 메커니즘을 가지고 있지 않음을 시사할 수 있다. 식분증은 일반적으로 자신의 배설물에서 씨앗을 다시 섭취하기 위해 행해지며, 이는 새로운 기생충에 노출될 위험이 다른 개체의 배설물을 섭취하는 것보다 적다. 또한 침팬지는 맨손으로 제거하는 대신 나뭇잎이나 잔가지로 다른 개체의 배설물을 닦아내는 경우가 많다. 유인원은 사고로 배설물을 밟았을 때 거의 항상 몸에서 배설물을 제거하는데, 심지어 기다리는 것이 유리한 경우에도 그렇다. 예를 들어, 침팬지에게 포도가 주어지고 우연히 배설물을 밟으면, 음식을 놓칠지라도 거의 항상 멈춰서 닦아내는 데 시간을 들인다.
인간과 달리, 유인원에서는 사회적 오염 회피(예: 아픈 동종 개체로부터 멀리 떨어져 있는 것)가 드물다. 대신 유인원은 아픈 동종 개체를 자주 돌보거나 단순히 무관심하게 대한다. 또한 유인원은 아픈 동종 개체의 점액이나 혈액과 같은 분비물을 흥미롭게 또는 무관심하게 대한다. 이는 아픈 사람을 피하는 것이 주요 특징인 인간의 질병 회피와 대조적이다.
종합적으로 볼 때, 영장류의 혐오 반응에 대한 연구는 혐오가 영장류에게 적응적이며, 잠재적 병원체 원천 회피가 인간과 동일한 오염 물질에 의해 유발됨을 보여준다. 영장류가 직면했던 적응 문제는 초기 인류가 직면했던 문제와 일치하지 않았기 때문에 혐오가 인간과 비인간 영장류에서 다르게 나타난다. 인간과 비인간 영장류 간의 혐오 반응 차이는 그들의 독특한 생태학적 입장을 반영하는 것으로 보인다. 혐오는 독특한 인간 감정이라기보다는 모든 동물에서 발견되는 기생충 및 감염 회피 행동의 연속이다. 이러한 차이를 설명하는 한 가지 이론은 영장류가 주로 채집자였고 육류 함량이 높은 사냥꾼-청소부 생활 방식으로 전환하지 않았기 때문에 인간이 노출된 새로운 병원체와 이러한 식단과 함께 오는 선택 압력에 노출되지 않았다는 것이다. 따라서 영장류의 혐오 메커니즘은 약하게 남아 있었으며, 그들의 진화 역사에서 직면했던 독특한 문제들을 해결할 만큼만 강력했다. 또한, 유인원의 혐오 유사 행동은 인간보다 낮아야 하는데, 이는 그들이 덜 위생적인 환경에서 살기 때문이다. 인간의 여러 세대에 걸친 깨끗한 습관은 우리가 혐오 유발 물질에 노출되는 빈도를 줄였고, 우리에게 혐오 반응을 유발할 수 있는 자극을 확대했을 가능성이 높다. 반면 유인원은 끊임없이 혐오 유발 물질에 노출되어 습관화되어 현대인에 비해 약화된 형태의 혐오를 보인다.

## 도덕
혐오는 처음에는 인간이 물리적인 오염 물질에만 반응하는 동기라고 생각되었지만, 이후 도덕적 및 사회 도덕적 오염 물질에도 적용되었다. 이러한 혐오 유형 간의 유사성은 오염 물질에 대한 사람들의 반응 방식에서 특히 잘 나타난다. 예를 들어, 누군가 구토 웅덩이를 발견하면 코를 막거나 눈을 감거나 도망치는 등 가능한 한 구토물로부터 거리를 두기 위해 모든 노력을 기울일 것이다. 마찬가지로, 한 집단이 다른 구성원을 속이거나, 강간하거나, 살해하는 사람을 경험하면 그 사람을 집단에서 따돌리거나 추방하는 반응을 보인다.
논쟁의 여지가 있지만, 폴 에크만의 기본 감정에서 볼 수 있는 핵심 혐오와는 완전히 다른 혐오 감정의 구성이 존재한다. 사회-도덕적 혐오는 사회적 또는 도덕적 경계가 침해되는 것으로 보일 때 발생하며, 사회-도덕적 측면은 타인의 자율성과 존엄성을 침해하는 인간의 위반 행위(예: 인종차별, 위선, 불충)에 초점을 맞춘다. 사회-도덕적 혐오는 핵심 혐오와 다르다. Simpson 외 연구진이 2006년에 수행한 연구에서는 혐오의 핵심 유발 요인과 사회-도덕적 혐오 유발 요인 사이에 혐오 반응의 차이가 발견되었는데, 이는 핵심 혐오와 사회-도덕적 혐오의 구성이 다른 감정적 구성일 수 있음을 시사한다.
연구에 따르면 혐오가 편견과 차별을 예측하는 것으로 알려져 있다. 수동적인 시각 과제와 기능자기공명영상을 통해 연구자들은 뇌섬엽이 편도체와 뇌섬엽이라는 두 개의 다른 신경 경로를 통해 인종 편향적인 얼굴 혐오 인식에 크게 관여한다는 직접적인 증거를 제공할 수 있었다. 이 두 영역은 모두 감정 처리를 담당하는 뇌 영역이다. 인종 편견이 혐오스러운 얼굴 표정을 유발한다는 것이 밝혀졌다. 혐오는 비만인에 대한 편견과 차별도 예측할 수 있다. Vertanian, Trewartha, Vanman (2016)은 참가자들에게 비만 대상과 비비만 대상이 일상 활동을 하는 사진을 보여주었다. 그들은 비비만인에 비해 비만 대상이 참가자들로부터 더 많은 혐오, 더 부정적인 태도와 고정관념, 그리고 더 큰 사회적 거리를 유발한다는 것을 발견했다.
Jones & Fitness (2008)는 물리적 혐오에 취약한 개인이 도덕적 혐오에도 취약하다는 현상을 설명하기 위해 "도덕적 과각성"이라는 용어를 만들었다. 물리적 혐오와 도덕적 혐오 사이의 연관성은 미국에서 범죄자를 종종 "쓰레기"나 "오물"이라고 부르고 범죄 행위를 "악취 나는" 또는 "수상한" 것으로 표현하는 데서 볼 수 있다. 또한 사람들은 물리적으로 혐오스러운 이미지를 차단하는 것과 거의 같은 방식으로 도덕적으로 혐오스러운 이미지의 자극을 차단하려고 한다. 사람들이 학대, 강간 또는 살인의 이미지를 볼 때, 그들은 분해된 시체를 보았을 때처럼 사진에서 들어오는 시각적 자극을 억제하기 위해 시선을 돌리는 경우가 많다.
도덕적 판단은 전통적으로 공정성과 타인의 행복에 대한 존중과 같은 기준에 의해 지시되는 것으로 정의되거나 생각될 수 있다. 최근의 이론적 및 경험적 정보는 도덕이 기본적인 정서적 과정에 의해 안내될 수 있음을 시사한다. 조너선 하이트는 도덕성에 대한 즉각적인 판단이 "직관의 섬광"으로 경험되며, 이러한 정서적 지각은 빠르게, 연관적으로, 그리고 의식 밖에서 작동한다고 제안했다. 이로부터 도덕적 직관은 의식적 도덕적 인지 이전에 자극되는 것으로 믿어지며, 이는 도덕적 판단에 더 큰 영향을 미치는 것과 상관관계가 있다.
연구에 따르면 혐오 경험이 도덕적 판단을 변화시킬 수 있다. 많은 연구가 참가자 전체의 행동 변화에 초점을 맞췄으며, 일부 연구는 혐오 자극이 도덕적 판단의 심각성을 강화시킨다고 지적했다. 이후 연구에서는 반대 효과가 발견되었고, 일부 연구에서는 도덕적 판단에 대한 혐오의 평균 효과가 작거나 없다고 제안했다. 이러한 효과를 잠재적으로 조정하는 한 연구는 도덕적 판단에 대한 혐오 자극의 방향과 크기가 개인의 혐오 민감도에 따라 달라진다고 지적했다. 불일치하는 결과를 조정하려는 한 노력은 유도된 혐오가 도덕적 판단에 미치는 영향만을 연구하는 것은 불충분하다고 제안한다. 대신, 경험된 혐오의 크기가 중요한 요소로 보인다. Białek 등의 연구는 자기 보고된 혐오 수준이 혐오 유발 물질의 단순한 존재보다 도덕적 판단 변화를 더 잘 예측한다는 것을 발견했다. 이러한 접근 방식은 혐오가 도덕적 의사 결정에 어떻게 영향을 미치는지에 대한 더 미묘한 이해를 제공할 수 있다.
이 효과는 도덕성의 특정 측면에 국한되는 것으로 보인다. Horberg 외 연구진은 혐오가 특히 순수성에 대한 도덕적 판단의 발달 및 강화에 역할을 한다고 밝혔다. 다시 말해, 혐오감은 종종 순수함의 어떤 이미지가 침해되었다는 느낌과 관련이 있다. 예를 들어, 채식주의자는 다른 사람이 고기를 먹는 것을 보면 혐오감을 느낄 수 있는데, 이는 채식주의를 순수한 상태로 보기 때문이다. 이 상태가 침해될 때 채식주의자는 혐오감을 느낀다. 또한, 혐오는 정의/불의 또는 해로움/돌봄과는 관련이 없으며 순수성 판단에만 독특하게 연관되어 있는 반면, 공포, 분노, 슬픔과 같은 다른 감정은 "순수성에 대한 도덕적 판단과 관련이 없다".
일부 다른 연구는 개인의 혐오 민감도 수준이 그들의 특정 혐오 경험 때문이라고 시사한다. 혐오 민감도는 높거나 낮을 수 있다. 혐오 민감도가 높을수록 더 엄격한 도덕적 판단을 내리는 경향이 크다. 혐오 민감도는 도덕적 가치의 다양한 측면과도 관련될 수 있으며, 이는 부정적 또는 긍정적인 영향을 미칠 수 있다. 예를 들어, 혐오 민감도는 도덕적 과각성과 관련이 있는데, 이는 혐오 민감도가 높은 사람들이 범죄 용의자를 더 유죄라고 생각할 가능성이 높다는 것을 의미한다. 그들은 또한 그들을 도덕적으로 악하고 범죄자라고 연관시키며, 따라서 법정에서 더 가혹한 처벌을 지지한다.
혐오는 도덕적 행동을 통제할 수 있는 평가적인 정서로도 이론화된다. 혐오를 경험할 때, 이 감정은 특정 행동, 사물 또는 사람을 피하여 자신의 순수성을 보존해야 한다는 신호를 보낼 수 있다. 연구에 따르면 청결의 개념이 두드러질 때 사람들은 타인에 대한 도덕적 판단을 덜 엄격하게 내린다는 것이 입증되었다. 이 특정 발견으로부터, 이것이 혐오 경험을 줄이고 그에 따른 심리적 불순물의 위협을 감소시켜 도덕적 위반의 명백한 심각성을 감소시킨다고 제안될 수 있다.

## 혐오의 정치적, 법적 측면
혐오 감정은 해부학, 성, 생명윤리학 등과 관련된 문제와 논쟁에서 공적인 영역에서 강하게 나타나는 것으로 알려져 왔다. 혐오가 공적인 담론에 미치는 역할, 목적, 효과에 대해 다양한 논평가들이 여러 견해를 제시하고 있다.
생명윤리학자인 레온 카스는 생명윤리적 문제와 관련하여 "결정적인 경우... 혐오감은 이성의 힘으로는 온전히 표현할 수 없는 깊은 지혜의 감정적 표현"이라고 주장했다(참조: 혐오의 지혜).
법학자이자 윤리학자인 마사 누스바움은 혐오를 입법의 적절한 지침으로 명백히 거부하며, "혐오의 정치"는 내재된 지혜가 없는 신뢰할 수 없는 감정적 반응이라고 주장한다. 더 나아가 그녀는 이 "혐오의 정치"가 과거와 현재에 성차별, 인종차별, 반유대주의 형태의 편협을 지지하는 효과를 가졌으며, 혐오 감정을 인종간 결합에 반대하는 법률과 인도의 억압적인 카스트 제도에 대한 지지와 연결시킨다. 이 "혐오의 정치" 대신 누스바움은 존 스튜어트 밀의 위해원칙을 입법의 적절한 근거로 주장한다. 누스바움은 위해원칙이 승낙, 성년, 프라이버시의 법적 개념을 지지하고 시민을 보호한다고 주장한다. 그녀는 이를 "혐오의 정치"와 대조하는데, 이는 합리적인 근거 없이 시민의 인간성과 법 앞의 평등을 부정하고 명백한 사회적 해를 초래한다고 주장한다. (참조: Martha Nussbaum, From Disgust to Humanity: Sexual Orientation and Constitutional Law). 누스바움은 2004년에 Hiding From Humanity: Disgust, Shame, and the Law를 출판했는데, 이 책은 혐오와 수치심이 사회의 법률과 맺는 관계를 고찰한다. 누스바움은 혐오를 편협하고 종종 단순히 다수파적인 담론이 경멸받는 소수자를 축소하고 비하함으로써 "위치"시키는 지표로 식별한다. 공적인 담론에서 "혐오"를 제거하는 것은 인간적이고 관용적인 민주주의를 달성하는 데 중요한 단계가 된다.
레이 터너(2004)는 "혐오 반응은 종종 도전하고 반박해야 할 편견에 기반을 둔다"고 주장했다. 반면에 카스와 같은 저자들은 자신의 초기 혐오감에 충실하는 데서 지혜를 찾는다. 혐오 이론에 대한 여러 저자들은 혐오가 인간 법의 원시 법적 기초라고 생각한다.
혐오는 다른 여러 철학자들의 작업에서도 두드러지게 나타났다. 프리드리히 니체는 리하르트 바그너의 음악과 지향성, 그리고 19세기 문화와 도덕의 다른 측면들에 혐오감을 느꼈다. 장폴 사르트르는 혐오와 관련된 다양한 부정적 감정을 포함하는 경험에 대해 광범위하게 글을 썼다.

## 히드라의 이야기: 혐오를 상상하다
로버트 로던 윌슨의 저서 『히드라의 이야기: 혐오를 상상하다』에 따르면, 혐오는 물리적 또는 은유적 불결함과 관련된 물리적 혐오와 행동 과정과 관련된 유사한 느낌인 도덕적 혐오로 더 세분될 수 있다. 예를 들어, "당신이 하는 모욕적인 말에 혐오감을 느낀다." 도덕적 혐오는 문화적으로 결정되는 것으로 이해되어야 하며, 물리적 혐오는 더 보편적으로 근거를 둔다. 이 책은 또한 혐오의 표현 측면으로서 도덕적 혐오에 대해서도 논한다. 윌슨은 이를 두 가지 방식으로 설명한다. 첫째, 그는 문학, 영화, 미술에서 혐오의 표현을 논한다. 찰스 다윈, 폴 에크만 등이 보여주었듯이 특징적인 얼굴 표정(찡그린 콧구멍, 오므린 입술)이 있으므로, 상상할 수 있는 어떤 상황에서도 더 많거나 적은 기술로 표현될 수 있다. 혐오 모티프가 너무 지배적이어서 전체 표현된 세계 자체가 혐오스러운 것처럼 보일 수 있는 "혐오 세계"도 있을 수 있다. 둘째, 사람들은 혐오가 원초적 또는 본능적인 감정(특징적인 제스처와 표현을 동반한)이 무엇인지 알기 때문에 이를 모방할 수 있다. 따라서 윌슨은 예를 들어 경멸은 본능적인 감정인 혐오를 기반으로 연기되지만, 혐오와 동일하지는 않다고 주장한다. 이는 지적 준비 또는 형식화와 연극적 기술을 수반하는 "복합 정동"이다. 윌슨은 향수와 분노와 같이 많은 "지적" 복합 정동이 있지만, 혐오는 근본적이고 확실한 예라고 주장한다. 따라서 도덕적 혐오는 본능적인 혐오와 다르며, 더 의식적이고 수행에 더 많은 층위가 있다.
윌슨은 수치심과 죄책감을 혐오(이제 완전히 또는 부분적으로 자기혐오로 변형된)와 연결하는데, 주로 자기의식에 뿌리를 둔 결과로 본다. 도리스 레싱의 『황금 노트북』에 나오는 한 구절을 언급하며, 윌슨은 "혐오와 수치심 사이의 춤이 펼쳐진다. 마음의 눈앞에 느린 안무가 펼쳐진다."고 썼다.
윌슨은 윌리엄 이안 밀러와 같은 여러 법학자들의 주장, 즉 혐오가 실정법의 토대가 되어야 한다는 주장을 검토한다. 그는 그들의 주장을 인용하며 "혐오가 없다면…완전한 야만 상태이거나 오직 힘, 폭력, 테러에 의해서만 지배되는 사회가 될 것"이라고 언급한다. 그는 도덕적-법적 주장이 "많은 것을 간과한다"고 지적한다. 그의 주장은 주로 강렬하고 문제가 있는 정동을 통제하고 억제하는 인간의 능력과, 시간이 지남에 따라 전체 인구가 특정 혐오 반응을 포기하는 능력에 중점을 둔다.

## 플루치크의 감정 바퀴
혐오는 감정 바퀴에서 신뢰의 반대이다. 혐오의 가벼운 형태는 지루함이며, 더 강렬한 형태는 증오이다.

## 같이 보기
- 혐오범죄
- 편도체
- 경멸
- 공포
- 식중독
- 구역질
- 공포 장애
- 금기
- 구토
- 혐오표현